# Kommunalwahlen in Finnland 2012
Die Kommunalwahlen in Finnland 2012 fanden am 28. Oktober 2012 statt. 
Es wurden 9.674 Abgeordnete für die Stadt- und Gemeinderäte gewählt. Die neue Amtsperiode begann am 1. Januar 2013.
Ähnlich wie bei der Parlamentswahl im Frühjahr 2011 konnten auch diesmal die Basisfinnen die stärksten Gewinne einfahren, wenn auch nicht mehr im selben Umfang wie eineinhalb Jahre zuvor. Außerdem wurden sie hinter der Sammlungspartei, Sozialdemokraten und Zentrum nur vierte Kraft. Die drei erst genannten Parteien verloren gegenüber 2008 zwischen 1,4 und 1,7 Prozentpunkte, die weiteren größeren Parteien bis auf die Basisfinnen verloren leicht, die Schwedische Volkspartei stagnierte.
Absolut gesehen gewann die Zentrumspartei die meisten Sitze in den Gemeinde- und Stadträten, bedingt durch die Vorherrschaft auf dem Land und den unterschiedlichen Repräsentationsverhältnissen in der Stadt und auf dem Land.

## Wahlergebnis
| Partei                               | Partei                                     | Stimmen   | Stimmen | Stimmen | Sitze  | Sitze |
| Partei                               | Partei                                     | Anzahl    | %       | +/−     | Anzahl | +/−   |
| ------------------------------------ | ------------------------------------------ | --------- | ------- | ------- | ------ | ----- |
|                                      | Nationale Sammlungspartei (KOK)            | 545.889   | 21,9    | −1,6    | 1.735  | −286  |
|                                      | Sozialdemokratische Partei Finnlands (SDP) | 487.924   | 19,6    | −1,7    | 1.729  | −337  |
|                                      | Finnische Zentrumspartei (KESK)            | 465.166   | 18,7    | −1,4    | 3.077  | −440  |
|                                      | Basisfinnen (PS)                           | 307.797   | 12,3    | +7,0    | 1.195  | +752  |
|                                      | Grüner Bund (VIHR)                         | 213.100   | 8,5     | −0,4    | 323    | −47   |
|                                      | Linksbündnis (VAS)                         | 199.615   | 8,0     | −0,8    | 640    | −193  |
|                                      | Schwedische Volkspartei (RKP)              | 117.865   | 4,7     | ±0,0    | 480    | −30   |
|                                      | Finnische Christdemokraten (KD)            | 93.257    | 3,7     | −0,4    | 300    | −51   |
|                                      | Kommunistische Partei Finnlands (SKP)      | 11.174    | 0,4     | −0,1    | 9      | ±0    |
|                                      | Piratenpartei (PP)                         | 5.986     | 0,2     | —       | 0      | —     |
|                                      | Unabhängigkeitspartei                      | 1.303     | 0,1     | ±0,0    | 0      | −2    |
|                                      | Veränderung 2011 (M11)                     | 1.258     | 0,1     | —       | 1      | +1    |
|                                      | Kommunistische Arbeiterpartei (KTP)        | 704       | 0,0     | ±0,0    | 0      | ±0    |
|                                      | Für die Sache der Armen                    | 572       | 0,0     | ±0,0    | 0      | −1    |
|                                      | Arbeiterpartei Finnlands                   | 538       | 0,0     | ±0,0    | 0      | ±0    |
|                                      | Freiheitspartei (VP)                       | 538       | 0,0     | ±0,0    | 0      | ±0    |
|                                      | Sonstige                                   | 41.358    | 1,7     | −0,8    | 185    | −102  |
| Gesamt                               | Gesamt                                     | 2.493.521 | 100,0   |         | 9.674  | −738  |
| Gültige Stimmen                      | Gültige Stimmen                            | 2.493.521 | 99,5    |         |        |       |
| Ungültige Stimmen                    | Ungültige Stimmen                          | 13.724    | 0,5     |         |        |       |
| Wahlbeteiligung                      | Wahlbeteiligung                            | 2.507.245 | 58,3    |         |        |       |
| Wahlberechtigte                      | Wahlberechtigte                            | 4.303.064 | 100,0   |         |        |       |
| Quelle: Finnisches Justizministerium |                                            |           |         |         |        |       |

## Hochburgen
| Partei                               | 1.           | 1.     | 2.         | 2.     | 3.        | 3.     |
| ------------------------------------ | ------------ | ------ | ---------- | ------ | --------- | ------ |
| Nationale Sammlungspartei            | Padasjoki    | 42,9 % | Kustavi    | 41,8 % | Naantali  | 39,4 % |
| Sozialdemokratische Partei Finnlands | Harjavalta   | 38,9 % | Imatra     | 38,3 % | Varkaus   | 36,3 % |
| Finnische Zentrumspartei             | Merijärvi    | 80,3 % | Siikalatva | 69,1 % | Reisjärvi | 67,4 % |
| Basisfinnen                          | Kaustinen    | 37,3 % | Kihniö     | 37,0 % | Kärsämäki | 33,2 % |
| Grüner Bund                          | Helsinki     | 22,3 % | Espoo      | 16,7 % | Kerava    | 14,7 % |
| Linksbündnis                         | Kemi         | 32,3 % | Kolari     | 32,2 % | Tervola   | 31,2 % |
| Schwedische Volkspartei              | Korsnäs      | 95,0 % | Närpes     | 90,6 % | Vörå      | 88,1 % |
| Finnische Christdemokraten           | Larsmo       | 39,7 % | Pedersöre  | 27,1 % | Soini     | 16,0 % |
| Kommunistische Partei Finnlands      | Nokia        | 5,9 %  | Raseborg   | 3,2 %  | Kihniö    | 3,2 %  |
| Piratenpartei                        | Tampere      | 1,0 %  | Jyväskylä  | 0,8 %  | Kärkölä   | 0,8 %  |
| Unabhängigkeitspartei                | Juankoski    | 2,0 %  | Sysmä      | 1,2 %  | Alajärvi  | 0,8 %  |
| Veränderung 2011                     | Uusikaupunki | 2,6 %  | Sauvo      | 1,2 %  | Akaa      | 0,4 %  |
| Kommunistische Arbeiterpartei        | Kemi         | 0,7 %  | Merikarvia | 0,6 %  | Karkkila  | 0,5 %  |
| Für die Sache der Armen              | Espoo        | 0,2 %  | Järvenpää  | 0,2 %  | Helsinki  | 0,1 %  |
| Arbeiterpartei Finnlands             | Helsinki     | 0,1 %  | Espoo      | 0,1 %  | Kerava    | 0,1 %  |
| Freiheitspartei                      | Kaarina      | 0,1 %  |            |        |           |        |